# میدفورد
میدفورد (به انگلیسی: Maidford) یک روستا و محله مدنی در بریتانیا است که در ساوت نورث‌همپتون‌شر واقع شده‌است. میدفورد ۱۶۸ نفر جمعیت دارد.